# Syzygium dealbatum
Syzygium dealbatum là một loài thực vật có hoa trong Họ Đào kim nương. Loài này được (Burkill) A.C.Sm. miêu tả khoa học đầu tiên năm 1959.